# 23091 Стансілл
23091 Стансілл (23091 Stansill) — астероїд головного поясу, відкритий 7 грудня 1999 року.
Тіссеранів параметр щодо Юпітера — 3,340.